# 磁珠

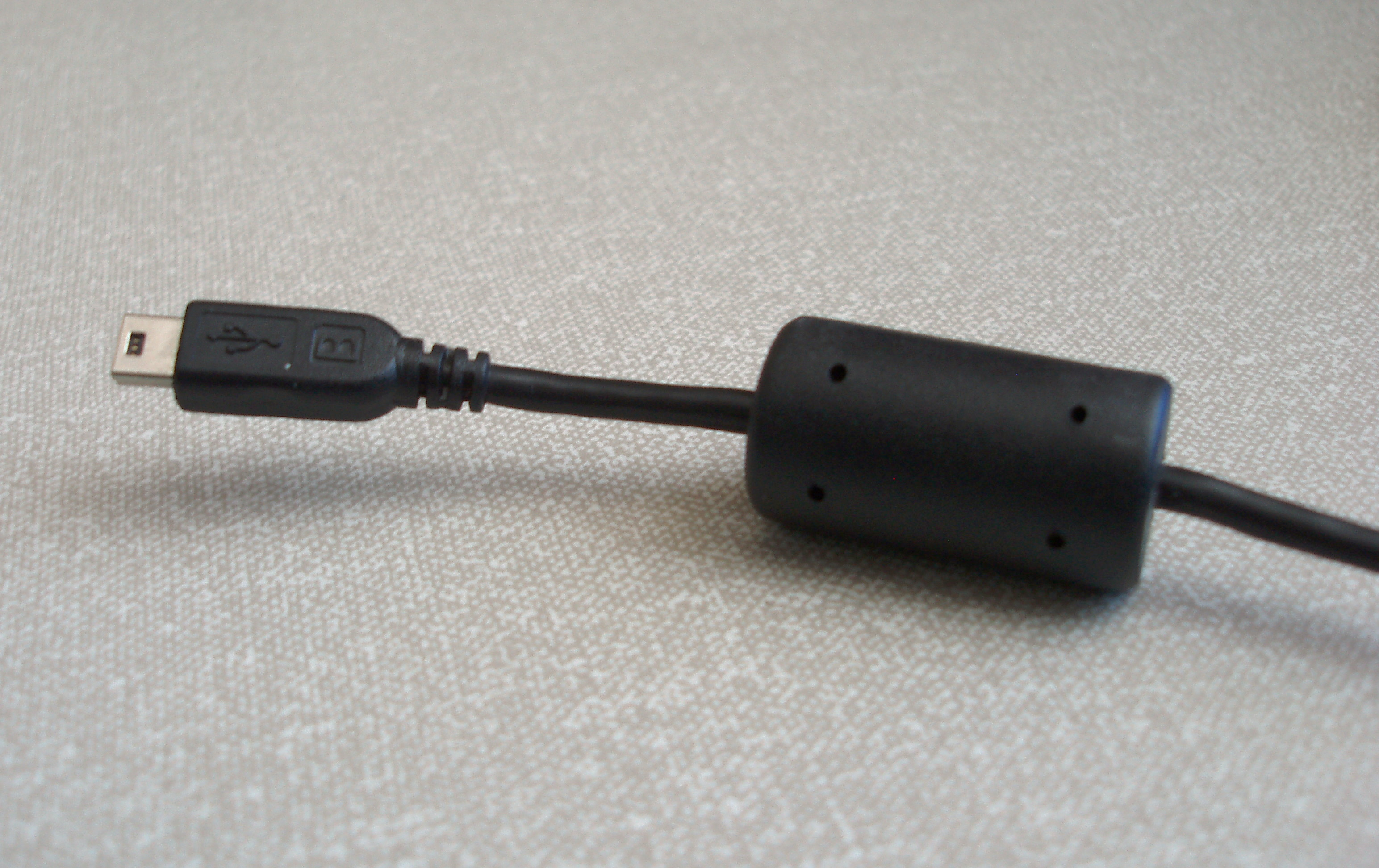
黑色USB纜線中鼓起部份即為磁珠

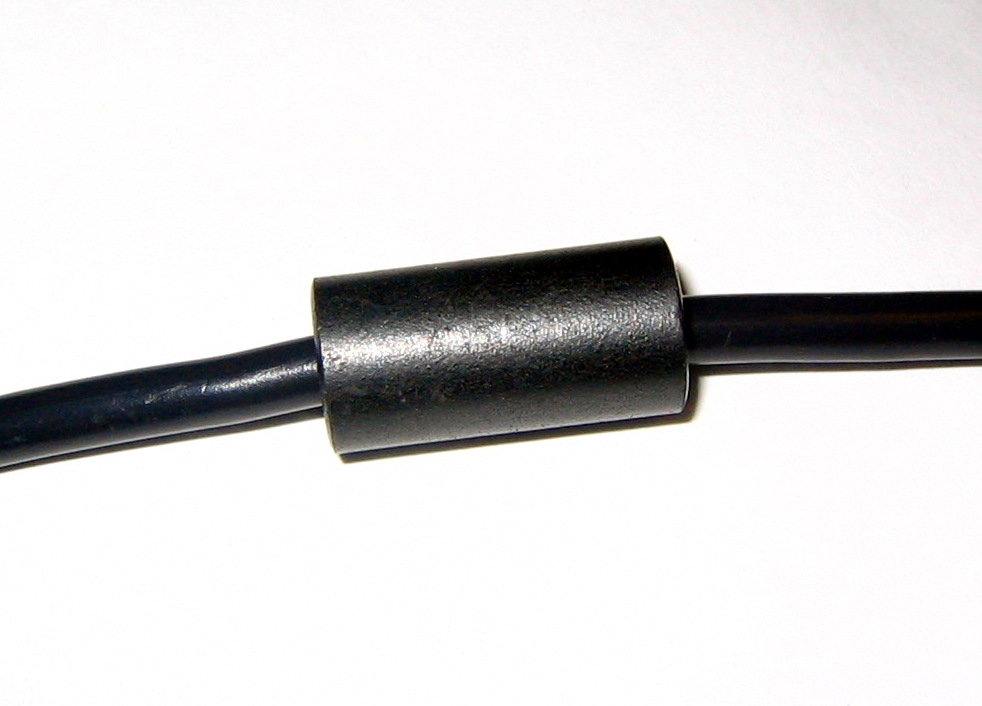
一個穿在纜線上，但沒有塑膠包覆層的磁珠

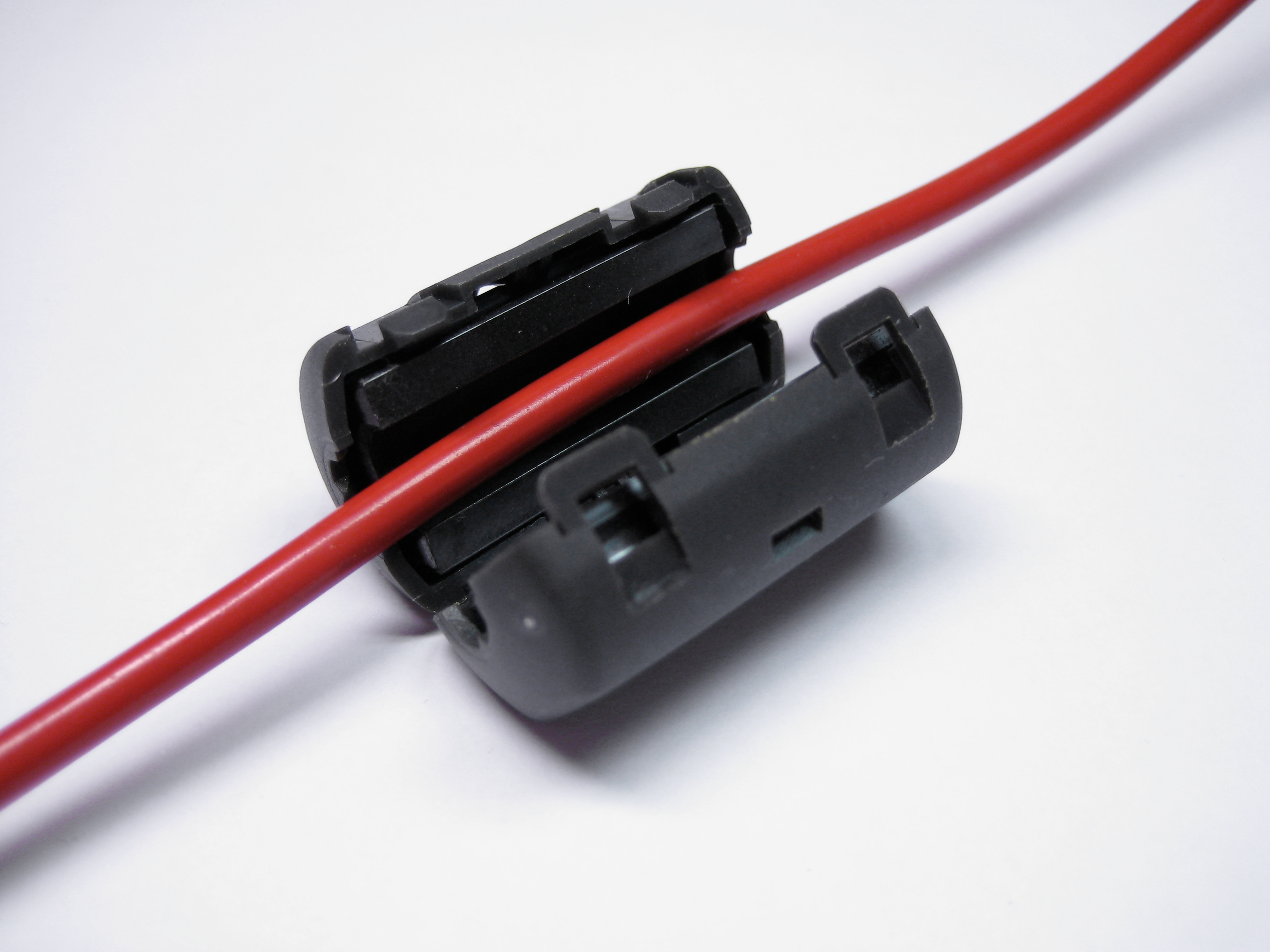
夾扣形的磁珠

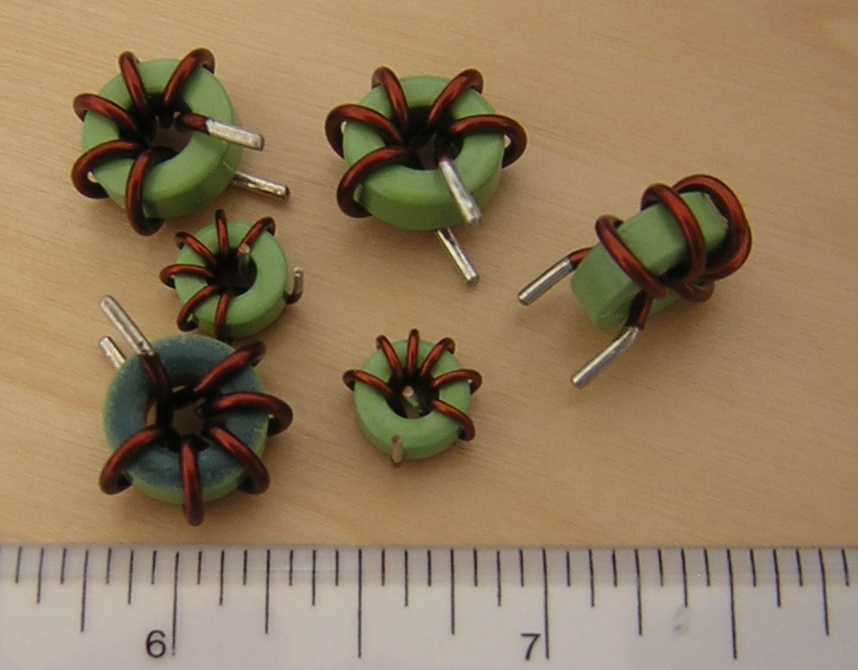
小的環形電感，電纜線也是以相同的方式繞在磁珠上

磁珠（Ferrite bead）又稱磁環、濾波磁環，在電路中作为被動元件用于抑制電路中的高頻雜訊。磁珠是一種特別的扼流圈，其成份多半為鐵氧體，利用其高頻電流產生的熱耗散來抑制高頻雜訊。磁珠有時也稱為EMI濾波器或鐵芯等。
最簡單的磁珠是鐵氧體的環狀電感，導線可以繞在上面，也有夾扣形的磁珠，可以直接扣在纜線上。磁珠也有作為可以焊接在電路板上的電子元件，甚至有SMD封裝的磁珠元件。

## 概述
磁珠可用來防止二種不同方向的干擾：由設備流出的（電磁干擾，EMI），以及由外界進入設備的（電磁耐受，EMS） 。若導線上有射頻的訊號，導線會像天線一樣傳送能量，因此形成无意辐射体，若要通過電磁相容性法規，會需要考慮加裝磁珠以降低電磁干擾
。相對的．若有其他電磁干擾的來源（例如家電），磁珠也可以避免導線成為天線來接收來自其他設備的雜訊，尤其在信號線（像USB線）及醫療器材上常有類似的處理。
大的磁珠常用在外部的配線上，也有許多各種不同小尺寸的磁珠，可以作為電路板上的元件。鐵氧體磁珠是一種電感器，可以形成被動低通滤波器。繞在磁珠上導線的外形、纏繞批圈數及電磁學特性會決定磁珠對於高頻信號的阻抗，因此可以衰減高頻的EMI（電磁干擾）/RFI（射頻干擾）。能量可能會反射回電纜，或是被鐵氧體磁芯所吸收，轉換為熱量散佚。只有在極端情況下會出現明顯的發熱。
一個理想電感不消耗能量，但電感的電抗會阻礙高頻電流的流動。鐵氧體磁珠可以加在電感上來加強抵抗電磁干擾的能力。鐵氧體會使磁場集中，增加電感，因此電抗會將雜訊濾掉，再者，若鐵氧體磁珠經過特殊設計，使其有小的Q因數，會因為鐵氧體本身的能量散逸而將雜訊的能量轉換為熱能。因此鐵氧體磁珠一般會設計為有低Q因數的電感元件。產生的熱量會使鐵氧體變熱，但一般情形下所產生的熱量是可忽略的。若信號大到可以產生干擾，或是對敏感的電路產生不好的效果。雜訊的能量一般不會太大。有些應用會需要鐵氧體類似電阻的熱損失特性，但還是視應用而定。
當鐵氧體用來提昇雜訊濾波效果時，需要考慮其電路特性以及要過濾雜訊的頻率範圍。不同的鐵氧體材料有不同的頻率特性，需配合供應商的文件，來找到特定頻率範圍下最適用的鐵氧體材料。
鐵氧體磁珠雖然是一電感器，但因為考量的是特定頻段的阻抗特性，因此其規格也會和一般電感器不同，鐵氧體會以特定頻率下的阻抗（單位歐姆）為其規格，例如22R@100MHz是表示在100MHz的頻段其阻抗為22歐姆，一般在規格書中也會列出磁珠在不同頻段下的阻抗特性。
若要在已有的電纜線上加裝雜訊濾波器，磁珠是最簡單也最便宜的方法中的一種。若磁珠是鐵環狀，且電纜線夠細，可以直接將電纜線在磁珠上繞5-7圈，也有鉗形（夾扣形）的磁珠，可以直接扣在纜線上，雖然纜線沒有繞在磁珠上，但磁珠上的電感會增加纜線的自感，因此還是可以吸收高頻雜訊的能量，轉換為熱能。若纜線無法固定住磁珠，磁珠可以用束線帶固定，若磁珠中心的孔夠大，也可以直接將纜線在磁珠上繞一至多圈。

## 外部連結
- An explanation of the physics behind ferrite beads （页面存档备份，存于）
- What are the bumps at the end of computer cables? （页面存档备份，存于）
- Understanding Ferrite Bead Inductors, by Murata Manufacturing
- How to use ferrites for EMI suppression by Fair-Rite
- Tekzilla Daily Episode 13, short video podcast with explanation
- Ferrite bead inductor usage in electronic circuits （页面存档备份，存于）